# 豊田市立朝日丘中学校
豊田市立朝日丘中学校（とよたしりつ あさひがおかちゅうがっこう）は、愛知県豊田市朝日ヶ丘にある公立中学校。

## 沿革
- 1947年（昭和22年） - 西加茂郡挙母町立挙母西部中学校として創立[1]。
- 1951年（昭和26年） - 挙母町の市制施行のため挙母市立西部中学校に改称。
- 1955年（昭和30年） - 挙母市立西部中学校南部分校（現・豊田市立豊南中学校）を開校。
- 1956年（昭和31年） - 挙母市立西部中学校南部分校を分離[1]。
- 1959年（昭和34年） - 市名変更と共に豊田市立朝日丘中学校に改称[1]。
- 1978年（昭和53年） - 豊田市立逢妻中学校を分離[1]。

## 通学区域
以下の小学校区。
- 豊田市立衣丘小学校
- 豊田市立童子山小学校
- 豊田市立根川小学校

## 校訓

### 「今に生きる」
今、自分は何をすべきかを考え、その事に百パーセントの力を出して取り組むことが今に生きることである。
勉強するときにはひたむきに勉強し、掃除をするときには掃除に打ち込み、話を聞くときには聞き取ることに専念する、何事も今を真剣に生き抜くことである。

## 部活動

### 運動部
- サッカー
- 野球
- ソフトボール(女子)
- ソフトテニス
- バレーボール
- バスケットボール
- 弓道(女子)
- 卓球(男子)
- 陸上
- ハンドボール(男子)

### 文化部
- パソコン
- 吹奏楽
- 美術
- 放送

## 周辺
- 愛知県立豊田西高等学校
- 豊田市立童子山小学校
- 豊田市美術館
- 豊田市民文化会館
- 七州城（城跡公園）
- 朝日丘交流館
- トヨタ自動車元町工場
- 国道153号
- 国道155号

## 著名な卒業生
- コージー冨田（ものまねタレント）
- 羽根田卓也（カヌー選手）
- 奥川千沙 (サッカー選手)
- ジュキヤ (YouTuber)